# George Santana
George Santana ist ein ehemaliger südafrikanischer Autorennfahrer.

## Karriere als Rennfahrer
George Santana, der viele Jahre im südafrikanischen Tourenwagensport aktiv war, wurde durch seine Teilnahmen am 1000-km-Rennen von Kyalami international bekannt. Das Langstreckenrennen auf dem Kyalami Grand Prix Circuit zählte einige Male auch zur Sportwagen-Weltmeisterschaft. Das 1000-km-Rennen 1975 beendete er als Partner von Hennie van der Linde im Datsun 1200 GX als Gesamtvierter. Seine beste Platzierung in Kyalami war der zweite Gesamtrang 1978. Beim zur Sportwagen-Weltmeisterschaft 1984 zählenden Rennen fuhr er hinter den beiden Lancia-Teams Riccardo Patrese/Alessandro Nannini und Bob Wollek/Paolo Barilla, mit van der Linde und Errol Shearsby als Partner im Nissan Skyline, an die dritte Stelle der Gesamtwertung.